# Riwallon de Vitré
Riwallon de Vitré, ou plus exactement Riwallon de Marcillé, dit le Vicaire (~ 980 † ap. 1033), est seigneur de Marcillé et le plus vieil ascendant connu de la famille de Vitré. Figure importante, semble-t-il, du XIe siècle breton mais méconnue pour l'essentiel, ce miles a été considéré pendant plus de cinq siècles, à tort, comme seigneur de Vitré de 1008 à sa mort, vision aujourd'hui largement contestée. De même, a pu lui être attribué le titre fictif de vicomte de Rennes, seulement porté à partir du  XVIIe siècle par ses lointains descendants de La Trémoille ; ceux-ci ont de fait repris l'expression née sous la plume de Pierre Le Baud qui avait mépris le rôle de Riwallon, vidame de l'évêque de Rennes.

## Le seigneur de Vitré contesté par les sources

### Le débat historiographique: du mythique fondateur de Vitré au seigneur de Marcillé
Selon l'historien et généalogiste du début du XVIIe siècle Augustin du Paz, il serait le fils d'un certain Martin, fils de Juhel Bérenger de Rennes, toutefois aucun document ne vient confirmer cette ascendance prestigieuse. Il est signalé dans l'Histoire généalogique de la maison de Gondi, comme ayant épousé Génergaude de Nantes, dont il eut trois fils. Cette vision est largement issue des travaux de l'historien du XVe siècle Pierre Le Baud, dont la Chronique de Vitré et de Laval achevée en 1436 tentait, en se jouant des sources, de donner une origine illustre à la famille de Vitré de laquelle est issue la lignée des comtes de Laval. Ouvrage de référence pendant des siècles, celui-ci est par la suite repris par Louis Du Bois et surtout par Arthur de La Borderie, pionnier vitréen de l'historiographie bretonne qui, lui aussi, s'est parfois détourné des sources et des traces historiques pour mieux venir entretenir un récit fondateur fallacieux mais prestigieux pour sa ville natale. Il est à ce titre l'un des grands artisans de la création d'un récit mythique se supplantant à l'histoire locale. Ainsi, la fondation de Vitré remonterait précisément à 1008, année supposée de l'accession au pouvoir de Riwallon, qui serait apparenté à la maison de Rennes et à celle de Nantes, elles-mêmes liées à l'ancienne famille royale bretonne. Pourtant, des fouilles archéologiques attestent d'une occupation locale remontant aux époques gallo-romaine et mérovingienne, remettant en cause l'origine purement celtique de la ville défendue par Arthur de la Borderie. 
Plus encore, rien n'atteste que Riwallon ait été apparenté à Juhel Bérenger, soit devenu une figure importante en 1008 précisément ou même qu'il ait un jour été seigneur de Vitré ; même son épouse Génergaude, parfois orthographié Junargonde, n'aurait aucun lien avec Nantes. Cela est défendu pour la première fois par Arthur Bertrand de Broussillon qui souligne les erreurs, écueils, voire mensonges, de ses prédécesseurs. Depuis la fin du XXe siècle, l'historiographie tend ainsi à évoluer et à reconsidérer le rôle de Riwallon, qui serait complètement indépendant des origines de Vitré qui lui sont de fait bien antérieures.

### Le récit légendaire de l'accession au pouvoir
Bien que largement dépassé, le mythe fondateur de Vitré a pendant longtemps été relayé. Ainsi, si le propos de Pierre Le Baud est contesté depuis le début du XXe siècle, il reste fortement ancré dans l'imaginaire local, au point que la commune a été le théâtre de festivités nommées « Mille Ans d'Arts et d'Histoire » en 2008, année du millénaire de l'obtention, fictive donc, du fief de Vitré par Riwallon.
Dans la Chronique de Vitré et de Laval, Riwallon « le Vicaire » apparaît comme un grand fidèle de son cousin le duc de Bretagne, Geoffroi Ier. Lors d'un parlement tenu à Auray,  il aurait tué le seigneur du Kemenet-Héboé qui aurait insulté le duc. Afin d'échapper à la vengeance des proches de sa victime il se serait réfugié à Rennes où il serait devenu tellement proche que Geoffroi lui aurait confié, en 1008, la protection d'une large bande de terres aux frontières du Maine et de l'Anjou. C'est à la confluence de la Vilaine et du Vernouzet que Riwallon se serait installé, menant à la fondation de Vitré,. 
Celui-ci aurait alors détenu un vaste territoire, comprenant également Marcillé et Acigné, dont il aurait également été le premier seigneur. À ce titre, Augustin du Paz fait de lui l'ancêtre tant de la famille de Vitré que de celle d'Acigné par son fils putatif Renaud d'Acigné, élément contesté depuis lors,. Le même historien, repris par Arthur de la Borderie, donne à Riwallon un autre fils vraisemblablement fictif, Robert de Marcillé, sans descendance, qui aurait laissé son prénom au nom de Marcillé-Robert. Là encore, cette vision est contestée, puisque cette modification serait de fait plutôt due à la construction plus tardive d'un nouveau château dans ce bourg par Robert III de Vitré, allant jusqu'à remettre en cause que Riwallon ait un jour eu un fils portant ce prénom,.

## Le seigneur de Marcillé attesté par les sources
D'origine incertaine, Riwallon est un miles, un chevalier, d'Alain III de Bretagne, en plus d'être vidame de l'évêque de Rennes, Thébaud, auquel il est probablement apparenté, que ce soit directement ou par sa femme Junargonde. En effet, il a donné à ses fils le même prénom que ceux des enfants de l'ecclésiastique et cela est le signe d'une probable filiation.  Si Gauthier et Tristan sont tous deux évêques de Rennes à la suite de leur père, Tristan de Vitré et Gautier (sic) sont, quant à eux les enfants de Riwallon,. Plus encore, celui-ci et Thébaud ont tous les deux une épouse qui partagent un même nom rare, Junargonde ; dès lors, il est possible que la femme de Riwallon soit la fille de l'évêque de Rennes, faisant dès lors de la famille de Vitré une lignée apparentée aux puissants ecclésiastiques rennais du XIe siècle et aux seigneurs de La Guerche, qui descendent eux-mêmes de l'évêque de Rennes Sylvestre, petit-fils de Thébaud. 
Riwallon est vicaire du vicus de Marcillé, d'où son surnom, c'est-à-dire qu'il y est représentant de l'autorité comtale, ce qui a pu mener Pierre Le Baud à considérer à tort qu'il était même vicomte de Rennes, erreur probablement issue d'une confusion entre le vicariat et l'office de vidame. À Marcillé, très ancienne agglomération qui avait abrité un atelier monétaire à l'époque mérovingienne, il érige vraisemblablement le premier château, antérieur donc à celui érigé en pierre par son descendant Robert III, et reste éloigné des affaires vitréennes dont le seigneur semble être alors plutôt un certain Goranton Ier. 
Riwallon souscrit de nombreuses chartes ducales et semble être un vassal soumis mais puissant ; il est ainsi une figure régulière de l'entourage du duc de Bretagne, qui règne de 1008 à 1040. Il sollicite par exemple l'accord de son suzerain lorsqu'il donne l'église de Marcillé à l'abbaye de Marmoutier, tandis que Rivalloni[us vicecomes] apparaît encore lors de la fondation de l'abbaye Saint-Georges de Rennes vers 1032 par Alain III de Bretagne et son frère Éon, abbaye où une fille de Riwallon serait probablement devenue nonne,. Il est actif uniquement sous le règne de ce duc de Bretagne, ce qui a pu mener certains auteurs comme Louis Du Bois ou Arthur de La Borderie à aligner les dates de règne de Riwallon sur celles d'Alain III, même s'il apparaît aujourd'hui que le seigneur de Marcillé n'est pas attesté après 1033.

## Union et postérité
Il se marie vers l'an 1000 avec Junargonde, peut-être fille de l'évêques de Rennes Thébaud, avec laquelle il a trois enfants :
- Tristan de Vitré,  (~ 1015 † ~ 1050) seigneur de Marcillé ;
- Gautier de Vitré, probable vicaire après son père ;
- O., nonne à l'Abbaye Saint-Georges de Rennes (?).

De son côté au XVIIe siècle Augustin du Paz lui attribuait trois fils de son épouse « Dame Génergaude » :
- Tristan, baron de Vitré ;
- Robert, seigneur de Marcillé ;
- Renaud, seigneur d'Acigné.